# Eugen Kvaternik
Eugen Kvaternik (Zagreb, 31. listopada 1825. – klanac Ljupča kraj Plaškoga, 11. listopada 1871.), bio je hrvatski političar, pravnik, pisac i revolucionar.

## Životopis
Eugen Kvaternik rodio se u Zagrebu 1825. godine u obitelji Romualda Josipa Kvaternika, profesora povijesti na zagrebačkoj Pravoslovnoj akademiji i Marije Antonije Kvaternik, učiteljice u zagrebačkoj ženskoj pučkoj školi. Gimnaziju je pohađao u Zagrebu i Rijeci, 1840. – 1842. Bio je školski kolega Anti Starčeviću. Dugogodišnju suradnju i prijateljstvo s njim započeo u gimnazijskim danima kada mu je 'Stari' povremeno držao kućne poduke jer je Kvaternik bio boležljive naravi. Studirao je teologiju u Senju, Zagrebu i Pešti, ali je nije završio te je prešao na pravo (u Pešti) a u isto vrijeme slušao je i višu pedagogiju. U Hrvatsku se vratio 1847. godine i završio studij prava te je položio i učiteljski ispit. 1848. godine bio je, po naredbi bana Josipa Jelačića, sa skupinom od 22 mladića upućen u Požešku i Virovitičku županiju vježbati u oružju dragovoljce i suzbijati rad madžarskih emisara. Po povratku u Zagreb položio je odvjetnički ispit te radio kao koncipijent i registrator Banskoga vijeća a kad je isto ukinuto prešao je u financijsku službu. Od rujna 1851. godine bavio se odvjetništvom u Brodu na Kupi. Uz dr. Antu Starčevića, svojim je državnopravnim spisima i saborskim govorima položio ideološke i borbeno-političke temelje Stranke prava i pravaškog svjetonazora. Po njihovim zamislima, Stranka prava je od 1861. godine bila na čelu hrvatskog narodnog pokreta protiv Austrije i Ugarske.
Kvaternik je znao ili poznavao mnoge strane jezike: francuski, talijanski, njemački, ruski, mađarski, slovački, slovenski te latinski jezik.
Zalagao se za samostalnu Hrvatsku, ali je smatrao da je za ostvarenje tog sna neophodna pomoć nekih stranih zemalja. Tako je bio povezan s revolucionarima Italije, Francuske i Rusije, a slovio je kao istaknuti član međunarodnog revolucionarnog bratstva tog doba. Vratio se u Hrvatsku 1860. godine, a prognan je još dva puta, dok se 1867. godine nije vratio s ciljem ostanka u Hrvatskoj.

### Rakovički ustanak i smrt
Ne vidjevši drugog rješenja za oslobođenje Hrvatske od tuđinske vlasti, on 7. listopada 1871. godine staje na čelo narodnog ustanka u Rakovici. U želji da ne kompromitira Stranku prava, kao i dr. Antu Starčevića, Eugen Kvaternik preuzima potpunu odgovornost za taj ustanak, premda mu je cilj bio dovođenje stranke na vlast u nezavisnoj Hrvatskoj. Pri tom su mu aktivno pomogli Ante Rakijaš, Vjekoslav Bach, Petar Vrdoljak, Ante Turkalj, braća Čuić... Ustanku su pristupili i pravoslavci iz zahvaćenog područja, a proglašeni politički ciljevi ustanka bili su:
Dne 11. listopada Eugen Kvaternik, Vjekoslav Bach i Ante Rakijaš ubijeni su u zasjedi koju su im postavili Miloš Kosanović i Maksim Momčilović zajedno s tridesetak ostalih izdajnika iz ustaničkih redova a u dosluhu s c. kr. majorom Stankom Rašićem. Bili su na putu iz Plaškoga prijeko Ljupča klanca i Močila kada su se toga dana, u zoru, ostatci ustanika uputili prema granici kako bi prebjegli u Osmansko Carstvo.
»Krajina je bila - ističe Milutin Nehajev - zaista ona točka s koje je bilo moguće pokrenuti pitanje o samom opstanku Austrije. U njoj je postojala spremna vojska, skladišta robe za višemjesečno ratovanje, a isto tako i silno nezadovoljstvo koje je i zadnjega kolebljivca moglo uvjeriti da je puška jedino sredstvo koje Austrija razumije. Ali, Kvaternik nije bio Jelačić, nije bio u stanju pokrenuti vojsku u Krajini kao što je to ban s lakoćom učinio god. 1848. U tome je tragedija Rakovice.«
Tijela ubijenih Kvaternika, Bacha i Rakijaša na mjestu ubojstva opljačkana su a potom bačena u jarak pokraj ceste. Nakon neke dobi njihova tijela prevezena su u Rakovicu i zakopana u zajedničku grobnicu pokraj ceste što vodi za Drežnik gdje su ostali u neobilježenome grobu 50 godina. Godine 1921., o pedesetoj obljetnici Rakovičkoga ustanka, u organizaciji Družbe "Braća hrvatskoga zmaja", posmrtni ostatci Eugena Kvaternika i njegovih suboraca Ante Rakijaša i Vjekoslava Bacha preneseni su u Zagrebačku katedralu i pokopani uz Petra Zrinskoga i Franu Krstu Frankopana.

## Djela
- La Croatie et la confédération italienne. Avec une introduction par L. Leouzon Le Duc, Pariz, 1859.
- Das historisch-diplomatische Verhältniss des Königreichs Kroatien zu der ungarischen St. Stephans-Krone, Zagreb, 1860. (2. izd. 1861.; hrv. prijevod, Zadar 1894., 2. izd. hrv. prij. 1896.)
- Govor na Saboru trojedne kraljevine dne 18. lipnja 1861, Zagreb, 1861.
- Was ist die Wahrheit? Eine Erwiederung auf das Szálaysche Pamphlet betitelt "Zur Kroatischen Frage", Zagreb, 1861.
- Odgovor "Pozoru" na članak 'Odziv' u 108. broju sadržan, Zagreb 1862.
- Politička razmatranja: na razkrižju hrvatskog naroda / posvetio svim mislećim domoljubnim Hrvatom Eug. Kvaternik, sv. 1 i 2. Zagreb, 1862.
- Njekoliko riečih mojim nazlobnikom i ozloglasiteljem, Zagreb, 1862.
- Hrvatski glavničar ili Putokaz k narodnoj obrtnosti a kroz ovu k narodnjem blagostanju, Zagreb, 1863.
- Istočno pitanje i Hrvati. Historično-pravna rasprava, Zagreb, 1868.
- Rieč u sgodno vrieme, Zagreb, 1870.
- Izvještaj o dopuštanju izlaženja lista "Hervatska". Napisali -, V. Bach, Zagreb, 1870. (suautor Vjekoslav Bach)[7]
- Otvoreno pismo od 25. studenoga 1870. u vezi s izdavanjem političkog časopisa "Hervatska", Zagreb, (bez oznake godine).

### Posmrtno
- Historičko-diplomatski odnošaj Kraljevine Hrvatske napram ugarskoj kruni sv. Stjepana., Zadar, 1894.
- Prvo progonstvo Eugena Kvaternika. Godine 1858-1860. Prilog za noviju hrvatsku povijest., Zagreb, 1907. Po Kvaternikovom dnevniku priredio Kerubin Šegvić.
- Drugo progonstvo Eugena Kvaternika. Godine 1861-1865. Prilog za povijest konspiracije naroda proti Austriji. Ozažeo iz njegova dnevnika [i priredio za tisak Kerubin Šegvić]., Zagreb, 1907.
- Promemorija princu Jérômeu Napoléonu. Preveo i predgovor napisao Franjo Bučar., Matica hrvatska, Zagreb, 1936.
- Eugen Kvaternik. Politički spisi: rasprave, govori, članci, memorandumi, pisma, Znanje, Zagreb, 1971., (prir. dr. Ljerka Kuntić)

Izvor za djela
- Eugen Kvaternik, Istočno pitanje i Hrvati, (pretisak izd. iz 1868.), Dom i svijet, Zagreb, 1997.
- Izabrani politički spisi / Eugen Kvaternik, prir. Dubravko Jelčić, Matica hrvatska, Zagreb, 1998.
- Hrvatski glavničar / Eugen Kvaternik, Eurocopy Pack, Zagreb, 1999. (repr. izdanja iz 1863.)
- Eugen Kvaternik: Hrvatski glavničar i Vladimir Veselica: Ekonomski ogledi i pogledi Eugena Kvaternika, Ekonomski fakultet Sveučilišta u Zagrebu, Dom i svijet, Hrvatsko društvo ekonomista, Inženjerski biro d.d., Zagreb, 2005.[9]
- Hrvatski glavničar ili: Putokaz k narodnjoj obrtnosti a kroz ovu k narodnjem blagostanju / Eugen Kvaternik, Dom i svijet, Ekonomski fakultet Sveučilišta, Zagreb, 2007. (repr. izdanja iz 1863.)

## Priznanja i spomen
- 1869.: Počasni građanin Grada Zagreba.[10]
- 1933.: Podignut je spomenik Eugenu Kvaterniku i ustanicima u Rakovici koji je izradio kipar Marijan Matijević. ↓1
- 1940.: August Cesarec po njemu napisao je dramu Sin domovine: životna drama Eugena Kvaternika: u 15 slika s epilogom koja je praizvedena u zagrebačkom HNK 1940. godine, u režiji Branka Gavelle.[11] Izvođena je u zagrebačkom HNK i u sezoni 1996./1997., u režiji Želimira Mesarića.[12]
- Ulice, škole i trgovi nazvani su po njemu. Brigada HVO-a iz Bugojna je nosila ime 104. brigada "Eugen Kvaternik".
- Vojni poligon OSRH u Slunju nazvan je po njemu, Vojni poligon OSRH "Eugen Kvaternik".[13]
- Na mjestu gdje su 50 godina bili zakopani Eugen Kvaternik, Ante Rakijaš i Vjekoslav Bach, 8. listopada 2011. godine, otkriveno im je spomen-obilježje a postavili su ga članovi Družbe "Braća hrvatskoga zmaja".[14]